# Boll KG
«Boll KG» — частная продюсерская компания Уве Болла, которая была основана в 2002 году.

## Фильмы
- 2003 — Дом мёртвых / House of the Dead
- 2005 — Один в темноте / Alone in the Dark
- 2006 — Бладрейн / BloodRayne
- 2007
  -  — Во имя короля: История осады подземелья / In the Name of the King: A Dungeon Siege Tale
  -  — Потомство / Seed
  -  — Postal
  -  — Бладрейн: Освобождение / BloodRayne II: Deliverance
  -  — Сид: Месть восставшего
- 2008
  -  — Тоннельные крысы 1968 / 1968 Tunnel Rats
  -  — Far Cry
  -  — Чёрные умеют плавать / Black Men Can Swim
- 2009
  -  — Один в темноте 2 / Alone in the Dark II
- 2010
  -  — Бладрейн 3: Третий рейх / BloodRayne III: Warhammer